# Pēteris Krilovs
Pēteris Krilovs, né le 18 février 1949 à Riga en Lettonie, est un réalisateur et metteur en scène letton.

## Biographie
À  la fin de ses études secondaires en 1966, Krilovs est engagé comme accessoiriste au Riga Film Studio, où un an plus tard, il fait sa première expérience d'assistant réalisateur auprès d'Aloizs Brenčs (Kad lietus un vēji sitas logā, 1967).
Il s'inscrit à l'Institut national de la cinématographie, dans la classe de maître d'Igor Talankine en 1969. Diplômé en 1975, Krilovs réalise son premier film en 1977.
En 1988-1993, il enseigne à la faculté d'art dramatique au Conservatoire national de Lettonie. En 1991, il devient metteur en scène du Théâtre de Daugavpils, puis son directeur artistique entre 1994 et 1996. Depuis 1994, il est professeur d'art dramatique et de mise en scène et maître de conférences à l'Académie de la Culture de Lettonie (lv) où il occupe une chaire de professeur depuis 1999. Son film Entre ciel et terre. Augšdaugava est récompensé au festival Lielais Kristaps en 1994. Il tient aussi de petits rôles dans les films Pats garākais salmiņš (1982), Pēdējā reportāža(1986) et Rīgas sargi (2008). En 1995, il est directeur du festival international de théâtre Homo Novus. En 2008, il porte à l'écran la biographie de son compatriote, peintre constructiviste Gustav Klucis qui dans les années 1920 travaillait à la diffusion du message de propagande soviétique avant de succomber lui-même au régime stalinien. Le film est sorti en France sous le titre Klucis, l'homme qui créa l'image du paradis soviétique (titre letton Gustavs Klucis. Nepareizais latvietis),. On lui décerne l'Ordre des Trois Étoiles en 2014.

## Filmographie
Réalisateur
- 1977 : Un rases lāses rītausmā
- 1979 : Vasara bija tikai vienu dienu
- 1982 : Mana ģimene
- 1984 : Durvis, kas tev atvērtas
- 1985 : Nomale
- 1985 : Kā mēs aizgājām no mājām
- 1989 : Sižeta pagrieziens
- 1990 : Maestro, court métrage (56 min)
- 1990 : Glābiet bērnus
- 1991 : Vecrīga-uz āru, Vecrīga-uz iekšu
- 1991 : Tēvijai un brīvībai
- 1994 : Starp debesīm un zemi. Augšdaugava
- 1998 : Leģenda par Jāni Tīdemani
- 2005 : Dina
- 2008 : Nepareizais latvietis

Acteur
- 2007 : La Bataille de la Baltique : Andrievs Niedra